# ジェームズ・ルーズベルト1世
ジェームズ・ルーズベルト1世（James Roosevelt I、1828年7月16日 - 1900年12月8日、"Squire James"とも）は、アメリカ合衆国の実業家。ルーズベルト家の一員で、息子フランクリン・ルーズベルトは大統領を務めた。アイザック・ダニエル・ルーズベルトとメアリー・レベッカ・アスピンウォール（1809年 - 1886年）の息子として、ニューヨーク州ハイドパークで生まれた。
1847年にユニオン大学を卒業した。名家の生まれで、かつ長身、細身、裕福な男であった。1853年、又従妹のレベッカ・ブリアン・ハウランド（1831年1月15日 - 1876年8月21日）と結婚し、ジェームズ・ルーズベルト・ルーズベルトが生まれた。
1876年のレベッカの死から4年後、遠縁のセオドア・ルーズベルトのハーバード大学卒業を祝うパーティーで、同じく遠縁のサラ・デラノと出会った。2人は1880年10月7日に結婚し、1882年フランクリン・ルーズベルトが生まれた。良き父親であったが、繰り返しの心臓障害により、病人になった。息子フランクリンは父を必死に介護した。
主に石炭や輸送事業に関わった。デラウェア・アンド・ハドソン鉄道副社長、 サザン鉄道セキュリティ会社の社長を務めた。
1900年に死亡し、遺産の大半を妻サラに、残りをフランクリンに残した。